# UAE Tour Feminino
O UAE Tour Feminino é uma corrida por etapas profissional de ciclismo de estrada feminino que se disputa nos Emirados Árabes Unidos. Foi criada em 2023, e disputada durante 4 dias no início de fevereiro, antes do UAE Tour masculino.

## Palmarés
| Ano  | Vencedor             | Segundo        | Terceiro           |
| ---- | -------------------- | -------------- | ------------------ |
| 2023 | Elisa Longo Borghini | Gaia Realini   | Silvia Persico     |
| 2024 | Lotte Kopecky        | Neve Bradbury  | Mavi García        |
| 2025 | Elisa Longo Borghini | Silvia Persico | Kimberley Le Court |